# Cesidio
Cesidio  è un nome proprio di persona italiano maschile.

## Varianti
- Femminili: Cesidia[2]

## Origine e diffusione
Deriva dal praenomen romano Caesidius, basato sul latino Caesius (l'odierno italiano Cesio), da caesius ("verde-azzurro", in origine da una parola etrusca dal significato di "pallido"), in riferimento a qualche caratteristica del neonato, come il colore degli occhi. Ha quindi significato analogo al nome Glauco.
Il nome è particolarmente diffuso in Abruzzo (specialmente nella zona della Marsica) e nell'alto Lazio grazie al culto di un martire cristiano locale, san Cesidio di Trasacco.

## Onomastico
L'onomastico può essere celebrato il 31 agosto, in memoria del già citato san Cesidio, sacerdote del Ponto martire a Trasacco sotto Massimino il Trace, nel III secolo, oppure il 4 luglio, in memoria di san Cesidio da Fossa, missionario francescano in Cina, ucciso durante la rivolta dei boxer nella provincia dello Hunan.

## Persone
- Cesidio, santo romano
- Cesidio da Fossa, sacerdote italiano
- Cesidio Gentile, poeta italiano
- Cesidio Guazzaroni, diplomatico italiano
- Cesidio Oddi, calciatore italiano